# 1922年香港潔淨局選舉
1922年香港潔淨局選舉原定在9月28日舉行，選出潔淨局的一名非官守議員。菲勞明洛·玛丽亚·格拉卡·奧蘇里奧博士在無競爭下當選，連任第三個任期。